# Timema podura
Timema podura är en insektsart som beskrevs av Jonas Rudolph Strohecker 1936. Timema podura ingår i släktet Timema och familjen Timematidae. Inga underarter finns listade i Catalogue of Life.